# Penny Brown
Penny Brown (Sherman, Texas, 31 luglio 1941) è un'attrice e cantante statunitense.

## Biografia
Trasferitasi in Italia a Roma, inizia a frequentare il Piper Club e diventa la bassista di Le Pupille un complesso di donne prodotto da Gianni Boncompagni.
Forma poi un duo con Simon Catlin, con cui partecipa nel 1967 alla prima opera rock del mondo, Then an Alley, realizzata da Tito Schipa Jr. su musiche di Bob Dylan; nei concerti dal vivo suona il basso con Simon & Penny's con Alberto Radius
Sciolto il duo con Simon, incide nel 1970 con Giorgio Albertazzi il 45 giri Miraggio d'estate; nello stesso anno partecipa all'allestimento italiano di Hair, curato da Giuseppe Patroni Griffi, insieme a Renato Zero, Ronnie Jones, Mita Medici, Teo Teocoli e Loredana Bertè.
Con Teocoli presenta, nel 1972, il secondo Festival di musica d'avanguardia e di nuove tendenze.
Torna nuovamente a collaborare con Tito Schipa Jr. nel 1973 per il film Orfeo 9, in cui interpreta uno dei tre narratori.
Negli anni successivi continua l'attività di attrice e cantante.

## Filmografia

### Cinema
- Chappaqua, regia di Conrad Rooks (1966)
- Quando dico che ti amo, regia di Giorgio Bianchi (1967)
- Togli le gambe dal parabrezza, regia di Massimo Franciosa (1969)
- Gradiva, regia di Giorgio Albertazzi (1970)
- Una lucertola con la pelle di donna, regia di Lucio Fulci (1971)
- La città delle donne, regia di Federico Fellini (1980)
- I guerrieri dell'anno 2072, regia di Lucio Fulci (1984)
- Inferno in diretta, regia di Ruggero Deodato (1985)
- Troppo forte, regia di Carlo Verdone (1986)
- I Love N.Y., regia di Gianni Bozzacchi (1987)
- L'ultima tentazione di Cristo (The Last Temptation of Christ), regia di Martin Scorsese (1988) - voce
- Fatal Frames - Fotogrammi mortali, regia di Al Festa (1996)

### Televisione
- Jekyll (1969), regia di Giorgio Albertazzi, miniserie
- Orfeo 9, regia di Tito Schipa Jr. (1973)
- The Fifth Missile (1986)

## Discografia parziale

### Singoli
- 1970 - Miraggio d'estate (Carosello,  7") con Giorgio Albertazzi
- 1985 - No escape (Discomposer Records, 7", 12")

### Partecipazioni
- 1973 - AA.VV. Orfeo 9 (Cetra, 2 LP)